# Воскресенка (Пологовский район)
Воскресенка (укр. Воскресенка, до 2016 г. — Чапаевка) — село, Чапаевский сельский совет, Пологовский район, Запорожская область, Украина.
Код КОАТУУ — 2324287901. Население по переписи 2001 года составляло 3648 человек.
Является административным центром Чапаевского сельского совета, в который, кроме того, входило ликвидированное село Любокут.

## Географическое положение
Село Воскресенка находится на правом берегу реки Конка, выше по течению на расстоянии в 1 км расположено село Конские Раздоры, ниже по течению примыкает город Пологи, на противоположном берегу — город Пологи и село Конские Раздоры. Через село проходит железная дорога, станции Гусарка и Платформа 300 км.

## История
- Основано в начале второй половины XVIII века как село Гончариха-Воскресенка.
- В 1809 году переименовано в село Воскресенка.
- В 1934 году переименовано в село Чапаевка.
- В 2016 году возвращено название Воскресенка.
- При отступлении советских войск в 1941 году в селе Воскресенка была оставлена подпольная группа, которую возглавил директор местной школы, комсомолец И. В. Медведовский. Он начал организационную работу, вёл агитацию среди жителей района. В мае 1942 года он был арестован гестапо и вскоре расстрелян[3].

## Экономика
- Чапаевский кирпичный завод[4]
- «Батькивщина», агрофирма, ООО.
- «40 лет Советской Украины», ОАО.

## Объекты социальной сферы
- Школа.
- Школа I—II ст.
- Детский сад.
- Клуб.
- Дом культуры.
- Больница.

## Достопримечательности
- Братские могилы 220 советских воинов.

## Известные люди
- Авдиенко, Михаил Оверкович — украинский революционный, политический и общественный деятель
- Навроцкий, Михаил Алексеевич (1911—1964) — Герой Советского Союза[5]
- Кийко Константин Иванович Геолог

## Топографические карты
- Лист карты L-37-13 Пологи. Масштаб: 1 : 100 000. Состояние местности на 1990 год. Издание 1992 г.